# 25099 Mashinskiy
25099 Mashinskiy è un asteroide della fascia principale. Scoperto nel 1998, presenta un'orbita caratterizzata da un semiasse maggiore pari a 2,6393156 UA e da un'eccentricità di 0,0709324, inclinata di 4,73044° rispetto all'eclittica.